# Artoriopsis
Artoriopsis es un género de arañas araneomorfas de la familia Lycosidae. Se encuentra en Australia.

## Lista de especies
Según The World Spider Catalog 12.0:
- Artoriopsis anacardium Framenau, 2007
- Artoriopsis eccentrica Framenau, 2007
- Artoriopsis expolita (L. Koch, 1877)
- Artoriopsis joergi Framenau, 2007
- Artoriopsis klausi Framenau, 2007
- Artoriopsis melissae Framenau, 2007
- Artoriopsis whitehouseae Framenau, 2007